# Elaptus prionoides
Elaptus prionoides là một loài bọ cánh cứng trong họ Cerambycidae.